# Tohuaco I
Tohuaco I är en ort i Mexiko.   Den ligger i kommunen Huautla och delstaten Hidalgo, i den sydöstra delen av landet, 210 km norr om huvudstaden Mexico City. Tohuaco I ligger 170 meter över havet och antalet invånare är 208.
Terrängen runt Tohuaco I är huvudsakligen kuperad, men åt nordväst är den platt. Runt Tohuaco I är det ganska tätbefolkat, med 65 invånare per kvadratkilometer. Närmaste större samhälle är Huejutla de Reyes, 17,0 km väster om Tohuaco I. Omgivningarna runt Tohuaco I är en mosaik av jordbruksmark och naturlig växtlighet.